# Tijl Uilenspiegel (stripreeks)
Tijl Uilenspiegel is een Belgische stripreeks van Willy Vandersteen, geïnspireerd op het boek De Legende van Uilenspiegel van Charles De Coster. Er verschenen twee albums.
De reeks is net als het boek gebaseerd op de folkloristische figuur Tijl Uilenspiegel.

## Inhoud
Het eerste verhaal is gebaseerd op het boek van De Coster, waarin Uilenspiegel neergezet werd als een symbool tegen de Spaanse bezetter. Daarnaast werden er historische feiten in verwerkt en fictieve wezens zoals weerwolven en heksen.
In de zestiende eeuw is Vlaanderen bezet door de Spanjaarden. De geuzen vechten voor de onafhankelijkheid onder leiding van Willem van Oranje. De geus Tijl Uilenspiegel probeert met zijn vrienden Nele en Lamme Goedzak een voorraad goud naar hun leider te brengen.
Het tweede verhaal speelt zich af in 1625 in Nieuw-Amsterdam in Amerika. Tijl, Nele en Lamme Goedzak vergezellen in opdracht van een Antwerpse reder een tekenaar naar Amerika om het leven van de kolonisten en indianen te tekenen. Daar aangekomen sluiten ze zich aan bij de indianen.

## Personages

### Hoofdpersonages
Hieronder volgen een aantal van de belangrijkste personages.
- Tijl Uilenspiegel, de held en een geus
- Lamme Goedzak, de vriend van Tijl
- Nele, de vriendin van Tijl

### Nevenpersonages eerste verhaal
Hieronder volgen de belangrijkste nevenpersonages uit het eerste verhaal.
- Claes, de vader van Tijl en een geus
- De baljuw van Damme, bestuurder van de regio in naam van de Spanjaarden
- Hans, een schipper en een geus
- Katelijne, Nele's grootmoeder en een heks
- Willem van Oranje, een Nederlandse heerser die voor de onafhankelijkheid vecht

### Nevenpersonages tweede verhaal
Hieronder volgen de belangrijkste nevenpersonages uit het tweede verhaal.
- Kieft, de gouverneur van Nieuw-Nederland die in Fort Amsterdam resideert
- De kapitein van het schip dat de hoofdpersonages naar Amerika brengt
- Lucas Aerts, de tekenleraar van Nele
- Sachem, de tovenaar en stamhoofd van een indianenstam waarmee de kolonisten te maken krijgen
- Sluwe Vos, de zoon van Sachem en een vriend van Tijl

## Publicatiegeschiedenis

### Voorgeschiedenis
Vandersteens toenmalige passie was de zestiende eeuw en een groot aantal strips die Vandersteen na de oorlog tekende, speelden zich af in die tijd waaronder deze. Ondertussen tekende Vandersteen ook meer realistische strips zoals Lancelot, Het roode masker, Tussen water en vuur en deze stripreeks. De toenmalige hoofdredacteur Karel Van Milleghem van het Vlaamse stripblad Kuifje wilde meer verhalen die zich afspelen in Vlaanderen met een historische achtergrond zoals de Tachtigjarige Oorlog. Na het Suske en Wiske-verhaal Het Spaanse spook verscheen dus deze stripreeks.
Naast deze stripreeks en Suske en Wiske tekende Vandersteen ook 't Prinske voor Tintin/Kuifje.

### Vandersteen (1951-1953)
Het eerste verhaal verscheen van oktober 1951 tot eind 1952 in Tintin/Kuifje. Hierop vroeg Raymond Leblanc Vandersteen om een vervolg waarop er een tweede verhaal verscheen.
Het tweede verhaal begon in 1953. Vandersteen kreeg het echter druk met het dagelijks tekenen van Suske en Wiske voor De Standaard en wekelijks voor Tintin/Kuifje waarop hij hulp vroeg. Dus kreeg hij bij de decors en het inkten hulp van Bob De Moor en Tibet. Na het tweede verhaal stopte Vandersteen echter met deze reeks.
In 1954 en 1955 verschenen beide verhalen in albumvorm bij Standaard Uitgeverij (Nederlands) en Le Lombard (Frans). Bij Standaard Uitgeverij verschenen ze met een softcover, bij Le Lombard verschenen ze met een hardcover.

### Plagiaat en mogelijke heropstart reeks
Voor het tekenen van deze reeks plagieerde Vandersteen tekeningen uit Amerikaanse strips zoals Prins Valiant, Flash Gordon en Tarzan. In 1981 verdedigde Vandersteen zich in het weekblad Vrij Nederland, dat hedendaagse striptekenaars het vak leren dankzij een academie, maar dat zijn generatie het moest leren door hun voorbeelden na te tekenen zoals Hal Foster.
Eind de jaren 80 wilde Vandersteen meer verhalen tekenen van deze reeks. Hij overleed echter voordat er meer albums verschenen. Vandersteen stierf in 1990 en in zijn testament staat dat al zijn reeksen verdergezet mochten worden behalve De Geuzen. Tijl Uilenspiegel is echter tot nu toe niet verdergezet.

### Heruitgaven
In 1991 wilde Standaard Uitgeverij deze reeks heruitgeven, maar er was wat grafische vormgeving verloren gegaan van de omslag en enkele pagina's. Hierop hertekende Bob De Moor dit. Begin de jaren 90 verscheen de reeks opnieuw in Tintin/Kuifje, maar ditmaal in kleur.
Ook verschenen er later nog enkele integrale edities.

## Verhalen

### Albums
Er verschenen twee albums geschreven en getekend door Willy Vandersteen.
| Nr. | Titel                 | Publicatiejaar Tintin | Uitgavejaar album |
| --- | --------------------- | --------------------- | ----------------- |
| 1   | De opstand der Geuzen | 1951-1952             | 1954              |
| 2   | Fort-Oranje           | 1953                  | 1955              |

### Integrale edities
In 1992 verscheen er een integrale editie bij Standaard Uitgeverij. In 2009 verscheen er een integraal album bij Le Lombard dat enkel in het Frans verscheen.
In 2014 werd bekendgemaakt dat Standaard Uitgeverij en Stribbel Strips de lange verhalen die Vandersteen maakte voor Tintin/Kuifje opnieuw uitgeven op groot formaat. Dus de acht albums van de blauwe reeks en de twee albums van deze stripreeks werden heruitgegeven. In 2014 en 2015 verschenen de eerste zes. In 2016 volgden de laatste vier titels waar de twee albums van deze reeks bij horen.

## Televisieserie
Eind de jaren 50 produceerde Belvision een televisieserie gebaseerd op deze stripreeks. De serie heette Thyl Ulenspiegel, wat de Franse titel van de stripreeks was.